# Fútbol (homonimia)
El significado de la palabra «fútbol» varía de país en país, principalmente debido al idioma, a su aculturación, o a la popularidad deportiva del país o la región. Fútbol se suele asociar a alguno de los códigos mencionados, pero principalmente al fútbol asociación, por ser el más popular a nivel mundial. Para este último, también se utiliza la palabra soccer (proveniente de association football o fútbol asociación), la cual es utilizada en países donde el fútbol asociación no es el deporte más popular, por ejemplo: Australia, Canadá, Estados Unidos, Irlanda, Nueva Zelanda, parte del Reino Unido y algunos de la Mancomunidad Británica de Naciones o que hayan estado bajo dominio del Imperio Británico. En los lugares mencionados, la palabra fútbol suele hacer referencia a otro código de fútbol, ya sea rugby, fútbol australiano, americano, canadiense o gaélico.
En los hispanohablantes, fútbol hace referencia al fútbol asociación, mientras que en el resto del mundo también suele ser así, pero con su correspondiente calco semántico (por ejemplo, en alemán football se convierte en Fußball).
De esta forma, durante los siglos XIX y XX, aparecieron distintos deportes surgidos de la evolución del fútbol de carnaval. Todos, a excepción del rugby (rara vez llamado "fútbol rugby"), han conservado la denominación "fútbol". Otros juegos de pelota, aún sin guardar relación con el fútbol de carnaval han sido denominados "fútbol".

## Fútbol de carnaval
El fútbol de carnaval es un juego tradicional británico aparecido en la Edad Media, que, en el siglo XIX, dio origen a una serie de deportes modernos que comparten en mayor o menor medida el término fútbol. Descendiente directo del soule, se practicó en las islas británicas entre los siglos XI y XVIII. De la misma forma que en el soule, cada bando tiene su lugar de marca, en este caso las porterías son ruedas de molino incrustadas en el centro de unos muros de piedra. Estas están situadas a la orilla del río, separadas por una distancia de tres millas. Los tantos se consiguen golpeando con la pelota la piedra de molino. El balón es pesado y voluminoso lo cual dificulta su manejo. Por eso la lucha se reduce a agarrarlo fuertemente y con el apoyo de los compañeros conducirlo, y esto es lo curioso del juego en esta comarca, a su propia rueda de molino.

## Fútbol australiano

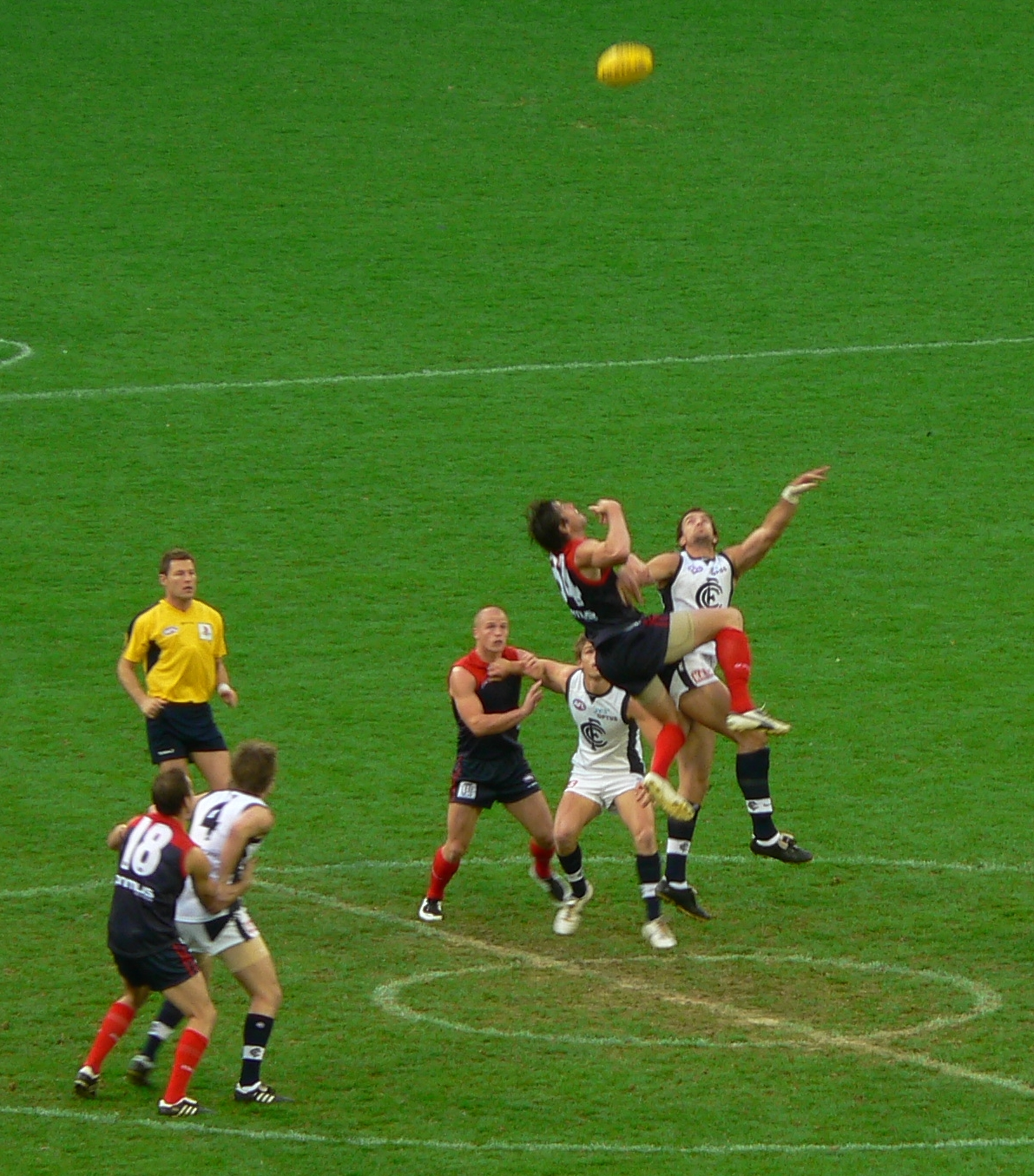
Fútbol australiano.

El fútbol de reglas australianas (Australian rules football), también denominado fútbol australiano (Australian football), Aussie rules  o, en Australia, simplemente football o footy es un juego de equipo que se disputa con una pelota en forma de esferoide prolato en un gran campo de forma oval. El más famoso es el campo de críquet de Melbourne. Es el deporte que congrega mayor cantidad de espectadores en Australia.
En 1858 se comenzó a fomentar en Melbourne, Australia, por intermedio de Tom Wills, un deporte con el objetivo de mantener en buen estado físico a jugadores de críquet durante el invierno. El 31 de julio de 1858 se considera la fecha del primer encuentro de fútbol australiano, aunque se conocen pocos detalles sobre el mismo. El 7 de agosto de ese mismo año se fundó el Melbourne Football Club, el club de fútbol más antiguo del mundo fuera de las islas británicas.
Las principales diferencias con los códigos de fútbol ingleses fueron la utilización de un campo ovalado y de dimensiones mayores a las normales: entre 135 y 185 metros de largo y 110 y 155 de ancho. El número de jugadores por equipo es de 18, y se permite el uso de los pies y las manos para controlar la pelota (similar a la de rugby). Cuando un jugador corre con la pelota, por lo menos cada 15 metros se debe hacer rebotar la pelota contra el suelo. A los lados del campo de juego se colocan 4 postes verticales: los 2 mayores al medio, y los otros a los costados. El fútbol australiano tiene a más de 539.000 jugadores registrados en Australia, pero en el resto del mundo solo tiene 25.000 registrados.

## Fútbol asociación, fútbol o balompié

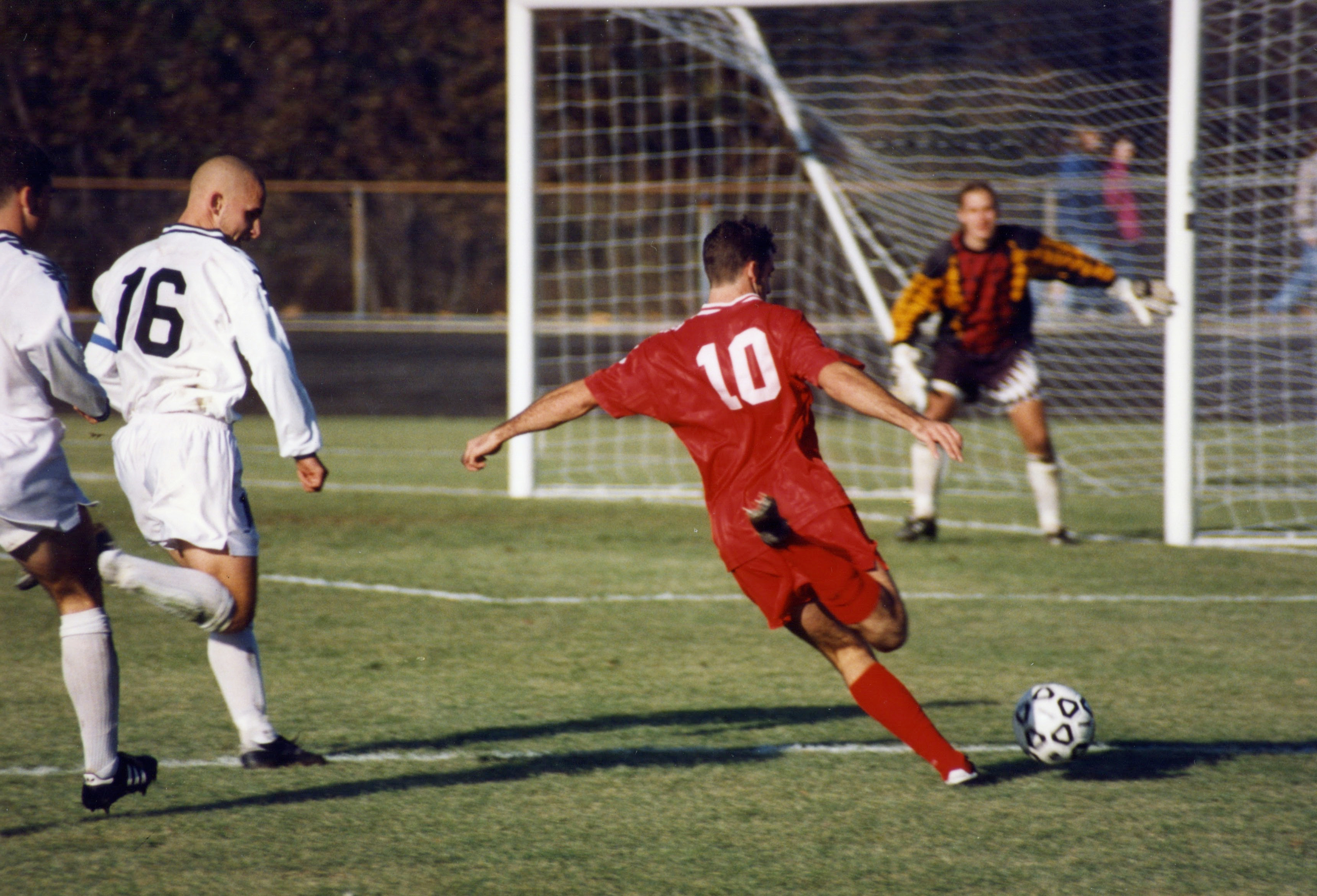
Fútbol asociación.

El fútbol asociación o futbol asociación, conocido popularmente como fútbol o futbol, aunque también llamado balompié, es un deporte de equipo jugado entre dos conjuntos de 11 jugadores cada uno. Es ampliamente considerado como el deporte más popular del mundo, con unos 270 millones de personas involucradas. Se juega en un campo rectangular de césped, con una meta o portería a cada lado del campo. El objetivo del juego es desplazar un balón a través del campo para intentar ubicarla dentro de la meta contraria, acto que se conoce como gol. El equipo que marque más goles al cabo del partido es el que resulta ganador. A diferencia de otros códigos, el fútbol se juega principalmente con los pies, excepto el guardameta, que es el único jugador que puede utilizar sus manos y brazos en determinados lugares del campo mientras la pelota está en juego.
El juego moderno fue creado en Inglaterra tras la formación de la Football Association, cuyas reglas del juego de 1863 son la base del deporte en la actualidad. El organismo rector del fútbol es la Fédération Internationale de Football Association, más conocida por su acrónimo FIFA. La competición internacional de fútbol más prestigiosa es la Copa Mundial de la FIFA, realizada cada cuatro años. Este evento es el más famoso y con mayor cantidad de espectadores del mundo, doblando la audiencia de los Juegos Olímpicos.

### Fútbol playa
El fútbol playa es una variante del fútbol asociación que se juega sobre una superficie de arena lisa, entre dos equipos de cinco jugadores cada uno, y cuyo objetivo es marcar más goles que el equipo contrario, sin tocar la pelota con la mano, a excepción de los arqueros.
Se juega en tres tiempos de doce minutos y el reloj se detiene en varias oportunidades. Todos los tiros libres son directos y sin barrera. Se utiliza una tarjeta azul, que suspende a un jugador durante dos minutos. El saque lateral se puede realizar tanto con las manos como con los pies.

### Fútbol sala, futsal, fútbol de salón, fútbol 5, futbito  o futbolito
El fútbol sala, futsal, fútbol de salón o fútbol 5  es un deporte derivado de la unión de otros varios deportes: el fútbol, que es la base fundamental del juego; el waterpolo; la pelota al cesto y el baloncesto. Tomando de éstos no sólo reglas, sino también técnicas de juego. 
Los jugadores de este deporte precisan de una gran habilidad técnica y dominio sobre el balón, así como velocidad y precisión en la ejecución tanto al recibir, pasar o realizar gestos técnicos.
Está regulado por dos entes rectores mundiales, la Asociación Mundial de Futsal (AMF) y la Federación Internacional de Fútbol Asociación (FIFA). Esta última reserva el término "fútbol sala", sólo para las actividades realizadas bajo su supervisión y sus reglas.

## Rugby o Rugby Union

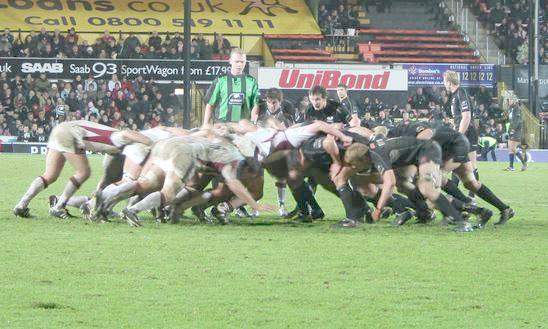
Rugby (scrum).

El rugby es un deporte de equipo nacido en Inglaterra, muy popular en las islas británicas y en otros países anglosajones, especialmente en las excolonias británicas de Australia, Nueva Zelanda y Sudáfrica, así como en Francia. También está difundido en otros países del continente europeo, sobre todo en Italia, Rumania, Portugal, España y en países del este europeo, como Georgia o Rusia. En Sudamérica se practica principalmente en Argentina. También se practica en otros países sudamericanos, como Uruguay y Chile, y algo menos en Brasil, Colombia, Paraguay, Perú, Venezuela y Ecuador. En América del Norte se juega en Canadá, Estados Unidos y empieza a difundirse este deporte en México. En África es popular, por influencia sudafricana, en Namibia y Zimbabue, y por influencia francesa en Costa de Marfil, Madagascar, y Marruecos. Por influencia australiana y neozelandesa, el rugby es también un deporte popular en algunas islas del Pacífico como Fiyi, Tonga y Samoa, todas ellas cuna de jugadores destacados en el plano internacional. En Asia, el equipo más destacado es el de Japón. En enero de 2008, 95 uniones nacionales eran reconocidas por el International Rugby Board, la asociación federativa que regula el deporte en el mundo. 
Tras la creación del fútbol asociación, los clubes y escuelas que optaron por el uso de las manos en el fútbol quedaron relegados, motivo por el cual en 1871 los mismos tomaron el mismo camino que el fútbol asociación, y formaron la Rugby Football o Rugby Union, junto con la asociación Rugby Football Union. El nuevo código de fútbol fue fundado por 21 clubes londinense: Blackheath (único que no apoyó la creación del fútbol asociación), Richmond, Ravenscourt Park, West Kent, Marlborough Nomads, Wimbledon Hornets, Gipsies, Civil Service, Law Club, Wellington College, Guy’s Hospital, Flamingoes, Clapham Rovers, Harlequin F.C., King’s College, St Paul's, Queen’s House, Lausanne, Addison, Mohicans y Belsize Park. Este código pasó a denominarse Rugby.
El primer encuentro de rugby entre selecciones ocurrió en 1871, donde Escocia venció a Inglaterra. En 1886 se fundó la International Rugby Board, órgano que regiría el rugby a nivel mundial.
El nuevo código era similar al del fútbol asociación, pero permitía a los jugadores utilizar las manos. En el origen participaban 20 jugadores por equipo, número que fue reducido a 15 en 1875. El objetivo es sumar más puntos que el rival.
El código Rugby fueron las primeras reglas escritas del fútbol. Fue elaborado por William Delafield Arnold, W.W. Shirley, y Frederick Hutchins, tres estudiantes del colegio Rugby el 28 de agosto de 1845 y publicado inmediatamente bajo el título de las "Leyes del Fútbol".
El código consta de treinta y siete reglas precedidas de siete resoluciones. Las resoluciones están destinadas a ordenar los juegos, con previsiones como no abandonar el campo durante un partido, avisar sobre día y hora de los partidos a las autoridades de la escuela con cierta anticipación, no jugar más de dos partidos por semana y uno de ellos siempre en sábado, la obligación de los alumnos de presentarse a los juegos, etc.
Las reglas parten de la base que el balón puede jugarse con las manos y que está permitido, en ciertas condiciones que establece, agarrar o realizar zancadillas al contrario (regla XXVI), pero solamente en caso de que lleve la pelota (regla XXXVII). Las reglas no explican cómo se obtiene un "goal", ni cuántos puntos significan, pero aclaran que no se puede "patear un goal" desde el "touch", es decir desde la línea lateral. También contempla un caso especial cuando el balón es "tocado" (touched) entre ambos postes; en ese caso corresponde patear desde el suelo un "try al goal", que debe pasar entre ambos postes y sobre el travesaño para resultar válido (regla V). Se permite al jugador correr con la pelota, siempre que no la haya tomado del suelo o desde el "touch" (regla VIII). Hay varias reglas dedicadas al "off side" y al "touch" (límite lateral), mostrando preocupación por delimitar el campo de juego y evitar su continuación fuera del mismo. En la regla XXVII se menciona el "scrummage" (scrimmage), término que deriva de escaramuza (skirmish) y que en el rugby moderno se denomina simplemente melé o scrum; y en la regla IV el "knock on", cuando la pelota se cae de las manos, otra regla del rugby moderno.

### Rugby League

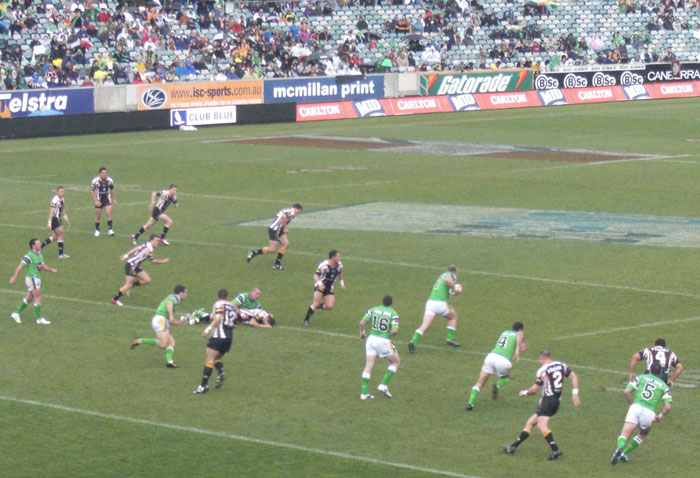
Rugby League.

El la década de 1890 se gestó un enfrentamiento en el mundo del rugby que culminó en cisma. El motivo era el veto que la Rugby Football Union imponía a la presencia de profesionales en el juego, lo que afectaba especialmente a los clubs y jugadores del norte, en gran parte de extracción obrera, que no podían permitirse practicar un deporte de forma amateur, al contrario que los jugadores de colegios de clase alta, mayoritarios en el sur de Inglaterra. El 29 de agosto de 1895, 22 clubes del norte formaron la Northern Rugby Football Union, que en 1922 pasaría a llamarse Rugby Football League.
El código utilizado por esta nueva organización era prácticamente el mismo que el del rugby unión, pero con el paso de los años se fueron implementando pequeños cambios, hasta que en 1907 se introdujeron los mayores cambios del código: se redujo el número de jugadores de 15 a 13 por equipo (se quitaron los flankers de tercera línea), se cambió la forma de jugar la pelota tras un placaje, se eliminaron los line-out o laterales y se cambió el sistema de puntajes.
El rugby League se juega en más de 40 países, pero solo en tres se juega a nivel profesional: Inglaterra (zona norte), Australia y Nueva Zelanda. La organización que rige el rugby league a nivel mundial es la Rugby League International Federation (fundada en 1948), la cual tiene 11 miembros plenos (7 de Oceanía, 3 de Europa y Sudáfrica), y otros 26 miembros asociados.
Aunque desde 1995 el rugby unión admite la presencia de profesionales, y se ha mencionado por directivos de ambas partes la posibilidad de una reunificación, las reglas y la cultura de cada uno de los dos códigos de rugby ha divergido tanto que es improbable que eso ocurra en un futuro cercano.

## Fútbol americano

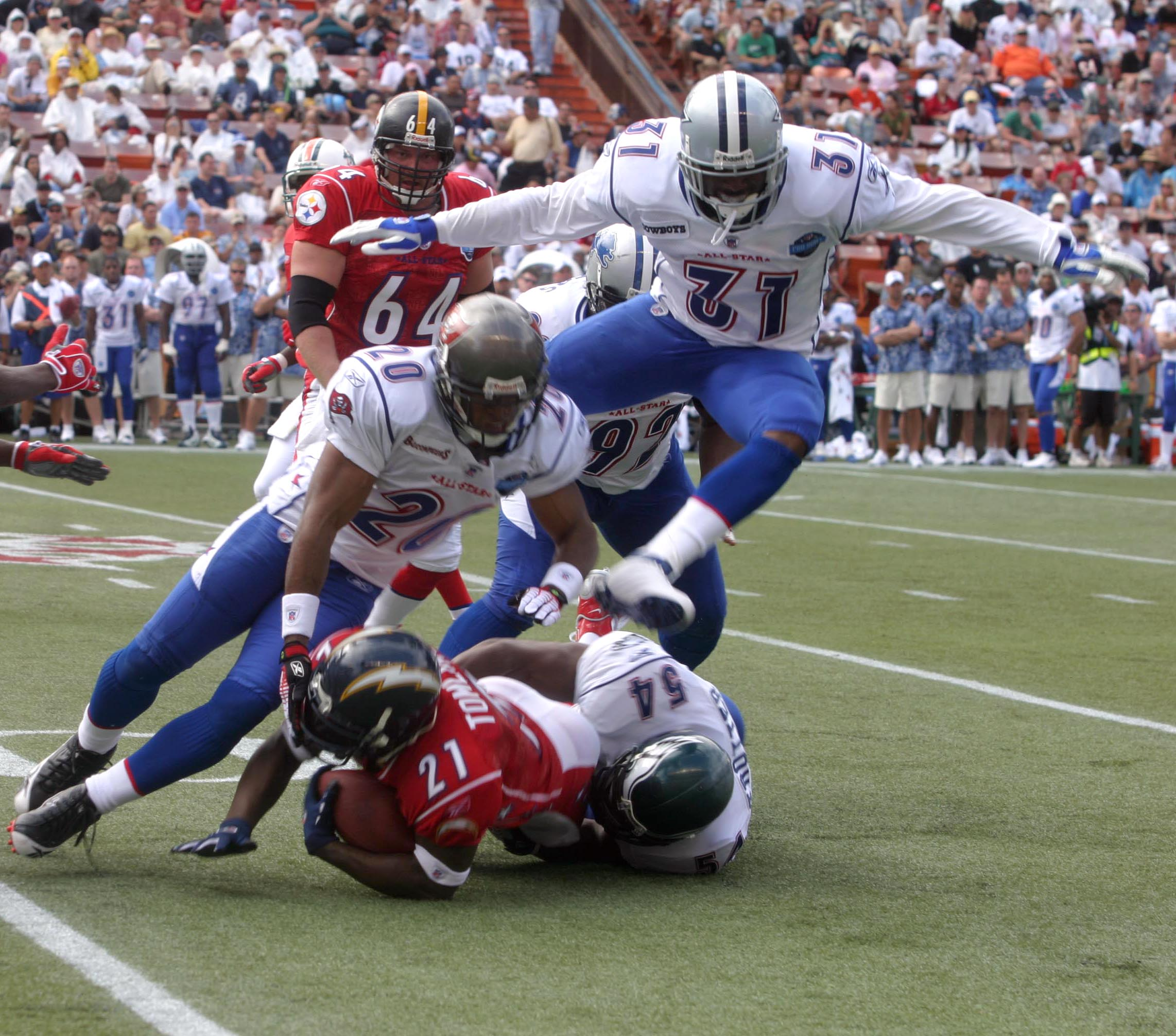
Fútbol americano.

Las diferentes ramas del fútbol de carnaval comenzaron a llegar a la América anglosajona a mediados del siglo XIX, pero en 1876 se formalizó un código diferente a los ya existentes. El 23 de noviembre de ese año, delegados de las universidades de Harvard, Columbia, Princeton y Yale se reunieron en la Casa Massasoit en la ciudad de Springfield, Massachusetts, Estados Unidos para definir las reglas de lo que sería el fútbol americano.
El fútbol americano es jugado por 11 jugadores por equipo, y el objetivo es sumar más puntos que el rival. Una de las principales diferencias con otras modalidades de fútbol, es que un equipo en posesión de la pelota tiene 4 oportunidades para avanzar 10 yardas, haciendo una pausa entre cada intento. Esto genera en ocasiones la detención del reloj del juego. El deporte es el más popular de los Estados Unidos en cuanto al número de espectadores, sobre todo gracias al famoso Super Bowl. A nivel mundial, el deporte es organizado por la Federación Internacional de Fútbol Americano, la cual posee 14 miembros plenos, 5 asociados y 9 temporales.
En Estados Unidos y Canadá se le llama simplemente football, en tanto que el fútbol asociación es llamado simplemente soccer.

## Fútbol canadiense

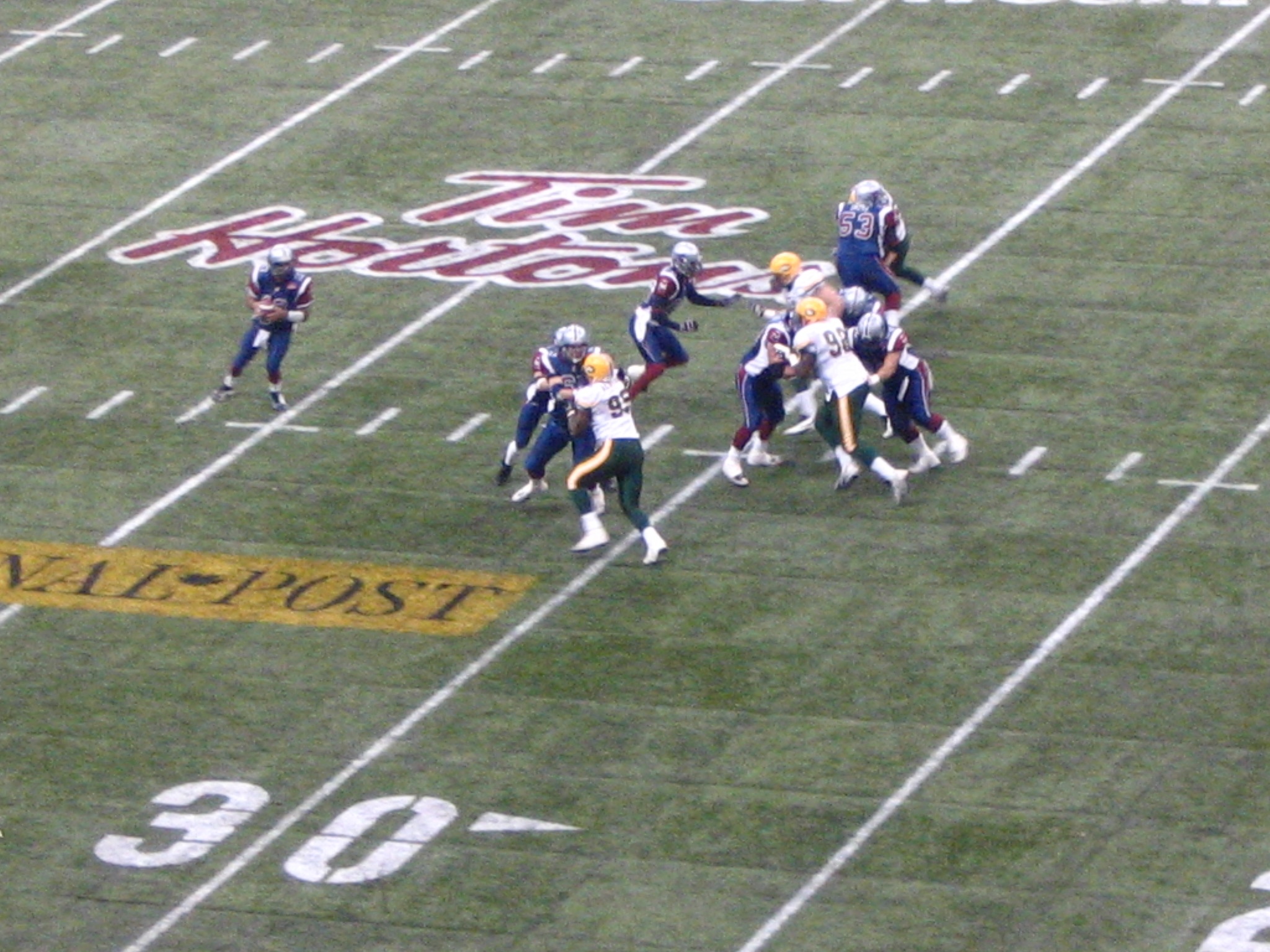
Fútbol canadiense.

El fútbol canadiense es un deporte en el que dos equipos de 12 jugadores compiten por el control territorial de un campo de 110 yardas (100,6 m) de largo por 65 yardas (54,9 m) de ancho, con zonas de anotación de 20 yardas (18,3 m) de fondo.  En cada zona de anotación se encuentra un juego de postes de anotación, que consiste en dos postes verticales unidos transversalmente por uno horizontal, de 5,6 m, por encima de la línea de meta (con un poste vertical separándolos del suelo, sumando en total 12,2 metros de altura). Las orillas están delimitadas por líneas blancas, y se marcan lateralmente líneas cada 5 yardas (4,6 metros) desde una zona de anotación a otra. Tiene relación con el fútbol americano y comparte sus orígenes, aunque tiene diferencias significativas.

## Fútbol gaélico

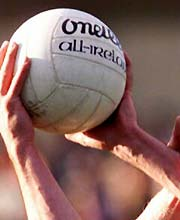
Pelota de Fútbol gaélico.

Se cree que el juego proviene del antiguo fútbol irlandés conocido como caid, que se remonta al 1537, aunque el juego actual tomó forma en 1887. Si bien en Irlanda se jugaban durante el siglo XIX varios códigos de fútbol, en 1884 se definió un nuevo código, el fútbol gaélico, junto con la creación de la Gaelic Athletic Association, órgano polideportivo de Irlanda. 
El nuevo código de fútbol combinaba aspectos del fútbol asociación, del rugby y del fútbol australiano. Consta de 15 jugadores por equipo, y se juega con una pelota similar a la del fútbol asociación, la cual puede ser jugada con las manos y los pies. El objetivo es sumar más puntos que el rival. Para esto se tiene un arco con forma de "H" a cada lado del campo, con la abertura inferior similar a una portería de fútbol asociación. Si se hace pasar la pelota con la parte inferior, se logra un gol (3 puntos), y si la hace pasar por la parte superior, 1 punto. El deporte, a diferencia de los otros códigos de fútbol, no posee ninguna variación de la regla de fuera de juego.
En la actualidad es uno de los deportes más populares de Irlanda, junto al hurling.

## Fútbol de reglas internacionales
Durante los años 1960 se creó un nuevo código de fútbol, el cual combinaba aspectos del fútbol australiano y el gaélico, el cual recibió el nombre de Fútbol de Reglas Internacionales, aunque en Irlanda también es conocido como Reglas de Compromiso. El objetivo de este nuevo código era el de facilitar la disputa de encuentros oficiales entre representantes de Australia e Irlanda.
El código utiliza una pelota redonda y se juega en un campo rectangular, como en el fútbol gaélico, mientras que se permite el uso de los placajes entre los hombros contra un rival, como en el fútbol australiano. También se introduce el concepto de marca del fútbol australiano.
Quizás lo más llamativo de esta fusión es la portería. La misma es una simple superposición de las dos porterías de los deportes, o sea una figura con forma de H con una red en la parte inferior, y un poste vertical menor a ambos lados. El sistema de puntajes es el siguiente: un gol es cuando se pasa la pelota por debajo de la H, con lo cual se logran 6 puntos, por la parte superior son 3 puntos, y entre la H y los postes menores, 1 punto.
Se juegan 4 periodos de 18 minutos cada uno, totalizando 72 minutos. Cada equipo posee 15 jugadores (14 de campo y 1 guardameta) al igual que en el fútbol gaélico.
El único torneo internacional de este deporte fue la International Rules Series, que enfrentaba a las selecciones de Australia e Irlanda. Se jugó desde 1984 a 1990, y desde 1998 hasta 2006, para luego ser cancelado por diferencias entre ambas asociaciones por cambios en las reglas del juego.

## Comparación
En esta tabla se comparan las principales características de los códigos actuales más usados de las modalidades futbolísticas:
- Nº de jugadores por equipo: cantidad de jugadores por equipo.
- Pelota: forma geométrica de la pelota.
- Campo: forma geométrica del campo donde se juega.
- Portería: forma geométrica del arco o portería por donde se anotan los puntos.
- Duración: duración de los encuentros en formato A × B' (A periodos de B minutos).
- Formato de puntajes: como se obtienen los puntos. Terminado el encuentro se multiplican el tipo de punto por el valor del mismo, y se suman. El equipo que obtiene más gana el partido.
- Principal parte utilizada para jugar: parte del cuerpo humano utilizada para mover la pelota.
- Regla de offside: Existencia o no de una regla de offside.
- Kick off: Uso o no del kick off para el inicio o reinicio del juego.

| Característica                   | Fútbol asociación                                 | Rugby unión                          | Rugby league                         | Fútbol americano                                     | Fútbol canadiense                                             | Fútbol australiano               | Fútbol gaélico                    | Fútbol de reglas internacionales                               |
| -------------------------------- | ------------------------------------------------- | ------------------------------------ | ------------------------------------ | ---------------------------------------------------- | ------------------------------------------------------------- | -------------------------------- | --------------------------------- | -------------------------------------------------------------- |
| Nº de jugadores p/Equipo         | 11                                                | 15                                   | 13                                   | 11                                                   | 12                                                            | 18                               | 15                                | 15                                                             |
| Pelota                           | esfera                                            | esferoide prolato                    | esferoide prolato                    | limón                                                | limón                                                         | esferoide prolato                | esfera                            | esfera                                                         |
| Campo                            | rectángulo                                        | rectángulo                           | rectángulo                           | rectángulo                                           | rectángulo                                                    | óvalo                            | rectángulo                        | rectángulo                                                     |
| Portería                         | rectángulo con red                                | forma de H                           | forma de H                           | forma de diapasón                                    | forma de diapasón                                             | 2 verticales 1 menor a cada lado | forma de H parte inferior con red | forma de H parte inferior con red 1 vertical menor a cada lado |
| Duración (mins.)                 | 2 × 45'                                           | 2 × 40'                              | 2 × 40'                              | 4 × 15'                                              | 4 × 15'                                                       | 4 × 20'                          | 2 × 35'                           | 4 × 18'                                                        |
| Formato de puntajes              | gol=1 punto                                       | ensayo=5 conversión=2 penal=3 drop=3 | ensayo=4 conversión=2 penal=2 drop=1 | touchdown=6 gol de campo=3 conversión=1 o 2 safety=2 | touchdown=6 gol de campo=3 conversión=1 o 2 safety=2 single=1 | gol=6 behind=1                   | gol=3 punto=1                     | gol=6 over=3 behind=1                                          |
| Ppal. parte utilizada para jugar | todo el cuerpo menos brazos (principalmente pies) | pies y manos                         | pies y manos                         | pies y manos                                         | pies y manos                                                  | pies y manos                     | pies y manos                      | pies y manos                                                   |
| Regla de Offside                 | Sí                                                | Sí                                   | Sí                                   | Sí                                                   | Sí                                                            | No                               | No                                | No                                                             |
| Kick off                         | Sí                                                | Sí                                   | Sí                                   | Sí                                                   | Sí                                                            | No                               | No                                | No                                                             |

- En el Fútbol asociación el único que puede jugar usando las manos es el Portero, aunque también cualquier otro jugador de campo puede jugar con las manos solo en el caso del Saque de Lateral.

## Otros juegos denominados «fútbol»

### Pok-ta-poko fútbol maya
El pok-ta-pok o pokyab, según su denominación en maya (tlachtli en náhuatl y taladzi en zapoteco), referido en español como «fútbol maya», es un deporte proveniente de un antiguo juego practicado en América, en el Imperio maya desde al menos 500 años a. C. y luego en los imperios zapoteca y azteca. En la Copa Mundial de Fútbol 2006 fue considerado como un antecedente milenario del fútbol moderno (fútbol asociación).
Aunque las reglas originales son imprecisas, se sabe que se jugaba con una pelota de goma, que la misma no podía ser tocada con las manos, y que debía ser introducida de ese modo en un aro, ubicado en cada extremo del campo de juego. Actualmente se juega con dos equipos de doce jugadores, cuyo objetivo es pasar una pelota de goma por un aro ubicado de forma perpendicular al suelo a tres metros de altura. La pelota solo puede ser tocada con los antebrazos, codos, hombros y cadera.

### Fútbol de mesa
El fútbol de mesa es un juego de mesa que consiste en una versión a escala reducida del fútbol asociación.